# Mari Törőcsik
Mari Törőcsik, född 23 november 1935 i Pély, Kungariket Ungern, död 16 april 2021 i Szombathely, Ungern, var en ungersk skådespelare. Hon kom att medverka i över 170 filmer under åren 1956-2020.
Törőcsik filmdebuterade 1956 i Zoltán Fábris film Körhinta (Karusellen) där hon gjorde ena huvudrollen. Den betraktas som en klassisk ungersk film. Hon fortsatte samarbetet med Fábri i filmer som Édes Anna och Grabbarna på våran gata. 1976 tilldelades hon pris på Filmfestivalen i Cannes för sin roll som Déryné i Déryné, hol van?. 

## Filmografi, urval
- 1956 – Körhinta (Karusellen)
- 1958 – Édes Anna
- 1959 – Våran unge
- 1960 – Hårt spel, Lilleman!
- 1968 – Grabbarna på våran gata
- 1971 – Kärlek
- 1971 – Trotta
- 1972 – Ödebygden
- 1975 – Déryné, hol van?
- 1983 – När David tog tåget
- 1989 – Music Box – skuggor ur det förflutna
- 1991 – Csapd le csacsi!
- 1997 – Hosszú alkony
- 1999 – Sunshine
- 2017 – Aurora Borealis: Északi fény